# Toten Island
Kisiwa cha Toten (Swahili-Fortbildung des historischen deutschen Namens Toteninsel via englisch Toten Island) liegt im Hafen von Tanga, Tansania. Der Ortsname Tanga (Swahili für Segel) leitet sich aus der Form der Insel ab.

## Geschichte
Die Insel ist der Ursprung der heutigen Stadt und war lange das eigentliche Tanga. Nachdem die Mrimaküste ab 1837 unter die Herrschaft des omanischen Sultans zu Sansibar Seyyed Said gekommen war, siedelten sich auch Araber und Inder an, die ihre Häuser aber auf der gegenüberliegenden Küste im heutigen Stadtgebiet errichteten. Nach und nach zogen die Bewohner von der Insel weg. Ludwig Krapf besuchte Tanga im Jahr 1854 und fand noch zahlreiche Einwohner auf der Insel. Als Burton wenige Jahre später durch Tanga kam, traf er nur noch wenige Bewohner an und berichtete von einem alten Fort mit einer Kanone. Baumann schrieb 1891, dass die Letzten um das Jahr 1885 die Insel verließen.
Auf der Insel befinden sich die Ruinen von zwei Kirchen und einer Moschee. Der Name der Insel stammt aus dem Deutschen und steht für die vielen Gräber der Insel. Um das Jahr 1900 befand sich auf der Insel eine Quarantäne-Station.
Die Insel ist einen Kilometer lang und bis 290 Meter breit. Die Fläche beträgt etwa 16 Hektar.

## Galerie

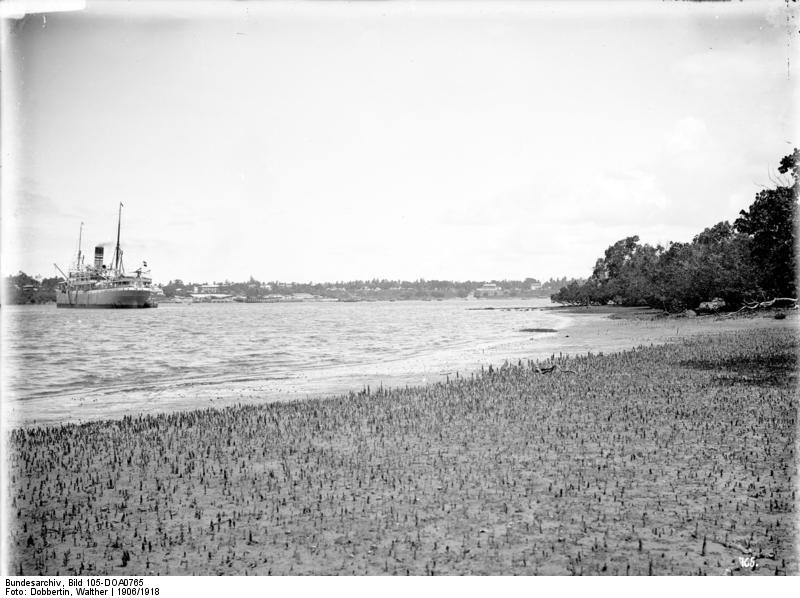
Ufer der Toteninsel mit Blick auf Tanga (1906–1918)
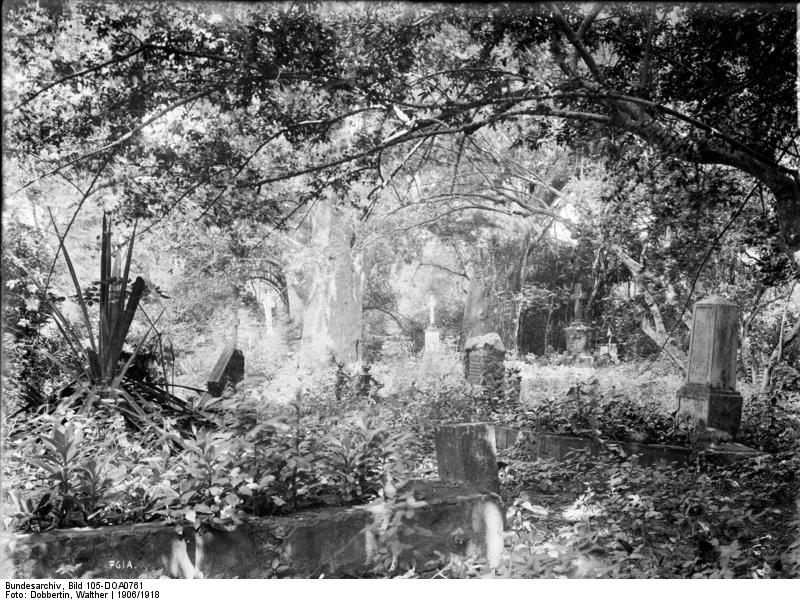
Friedhof auf der Toteninsel (1906–1918)